# Friedrich Schrader
Friedrich Schrader (Wolmirstedt, Porosz Királyság, 1865. november 19. – Berlin, 1922. augusztus 28.) német nyelvész, újságíró és író. Egyes műveit az Ischtiraki (szocialista) álnéven publikálta. 1891-ben költözött Konstantinápolyba, ahová később tíz év után 1917-ben tért vissza.